# Сезон чемпионата (фильм)
«Сезон чемпионата» — кинофильм. Экранизация пьесы, автор которой — Джейсон Миллер.

## Сюжет
Четверо членов бывшей баскетбольной команды, которая за 25 лет до того выиграла студенческий чемпионат, собрались вновь вместе со своим тренером. После ряда разговоров и возлияний спиртного наружу стали выходить старые обиды и долго скрывавшаяся злоба, к которым добавились и повседневные проблемы героев. Так долговременные дружеские отношения стали трещать по швам.

## В ролях
- Брюс Дерн — Джордж Ситковски
- Стейси Кич — Джеймс Дэлей
- Роберт Митчем — судья Деланей
- Мартин Шин — Том Дэлей
- Пол Сорвино — Фил Романо